# Tension & Trauma Releasing Exercises
Ten artykuł opisuje teorie, metody lub czynności niezgodne ze współczesną wiedzą medyczną.
Tension & Trauma Releasing Exercises (TRE) – autoregulacyjna, wspierająca terapię, alternatywna metoda leczenia objawów stresu pourazowego (PTSD). 

## Charakterystyka
Metoda powstała około 1992. Jej twórcą był David Berceli. W 2011 dotarła do Polski. Są to łatwe do przeprowadzenia ćwiczenia fizyczne, prowadzące do wywołania drżenia wybranych grup mięśni, co zdaniem twórcy metody, ma uwalniać napięcie, a tym samym redukować stres i zniwelować objawy PTSD. Metoda ta ma być skuteczna w przypadku leczenia tzw. traumy szokowej, tj. powstałej np. w wyniku wypadków. Metoda TRE może być stosowana samodzielnie.
Przeciwwskazaniami do stosowania metody są: stany pooperacyjne i powypadkowe, ciąża i połóg, arytmia serca, posiadanie rozrusznika serca, nieuregulowana hiper- i hipoglikemia, psychozy, schizofrenia, głęboka depresja oraz czynne uzależnienie od środków psychotropowych.

## Krytyka
Skuteczność metody w leczeniu stresu pourazowego nie została potwierdzona w badaniach naukowych. Sam twórca metody przeprowadził dwa badania pilotażowe (jedno w ramach pracy dysertacyjnej) na zdrowych ludziach. Jedno z nich, przeprowadzane na grupie studentów, mierzyło wpływ TRE na stan poczucia lęku (mierzony za pomocą kwestionariusza) oraz tętno (fizjologiczny wskaźnik przeżywanego stresu). W grupie TRE obniżył się lekko poziom lęku, ale nie tętno. Drugie badanie przeprowadzono na małej grupie pracowników sierocińca, gdzie wykazano niewielki, pozytywny wpływ ćwiczeń podobnych do TRE na poczucie zadowolenia z życia. W badaniu nie było grupy kontrolnej. Dowody uzyskiwane przez samego twórcę metody mogą rodzić pytania o konflikt interesów. Inne dostępne badania także nie odnoszą się do PTSD i są to najczęściej prace studentów.  
Przeprowadza się badania nad wpływem innych ćwiczeń fizycznych (np. aerobiku lub spacerów) na PTSD i inne zaburzenia lękowe. Wstępne ustalenia są obiecujące, ale badania te często charakteryzują się brakami w metodologii (małe próby, brak grup kontrolnych).  